# Disturbia
"Disturbia" é uma canção escrita por Rihanna, Chris Brown e Andre Merritt para o relançamento do terceiro álbum de Rihanna, Good Girl Gone Bad, é o terceiro single do relançamento e o sétimo single do álbum. Foi produzido por Brian Seals.

## Desempenho nas paradas
Antes mesmo de um lançamento oficial, a canção estreou na UK Singles Chart na posição #47, devido ao grande número de downloads digitais.
A canção também estreou na posição #83 na Billboard Pop 100, estreando na semana seguinte em #18 na Billboard Hot 100 devido ao crescente aumento das vendas digitais do single.

## Videoclipe
O vídeo começa numa câmara de tortura surrealista, onde Rihanna está vestida de preto, usando uma maquiagem escura e longas unhas pretas enquanto ela pressiona as teclas de um piano grande e escuro e olha para a câmera. Com o começo da música diferentes imagens de Rihanna são mostradas. Em uma das cenas, ela está presa usando lentes que fazem parecer como se os olhos tivessem rolado na parte de trás de sua cabeça. Rihanna permanece na prisão com dois homens assistindo a ela de ambos os lados. Outras cenas a incluem sentada em uma cadeira de trono e cantando a canção, enquanto duas mulheres estranhas estão ao seu redor. Então várias pessoas seguram-a em frente a uma câmara de gás. Com o refrão, ela é vista amarrada em uma cama onde não pode sair,logo em seguida, é vista com seus dançarinos realizando uma sequência de suspense. Com o segundo verso, ela aparece segurando um tronco com fogo ao seu redor, e em seguida agarrada com um boneco. No segundo refrão ela está entre duas paredes com espinhos na sua roupa e uma tarântura andando em seus braços. Logo depois é vista em uma sala pequena com suas mãos amarradas. O video termina com Rihanna se virando na cadeira.

## Posições
| Top (2008/2009)                                | Melhor posição |
| ---------------------------------------------- | -------------- |
| Austrália                                      | 4              |
| Áustria - Austrian Singles Chart               | 4              |
| Bélgica - Belgian Ultratop 50                  | 1              |
| Dinamarca - Danish Singles Chart               | 4              |
| Países Baixos - Dutch Top 40                   | 10             |
| União Europeia - Eurochart Hot 100 Singles     | 2              |
| Finlândia - Finnish Singles Top 20             | 2              |
| França - SNEP\|French SNEP Singles Chart       | 3              |
| Bulgária                                       | 3              |
| Canadá                                         | 2              |
| Estados Unidos - Billboard Hot 100             | 1              |
| Estados Unidos - Billboard Pop 100             | 1              |
| Estados Unidos - Billboard Hot Dance Club Play | 1              |
| Estados Unidos - Billboard Hot Dance Airplay   | 1              |
| Estados Unidos - Billboard Hot Digital Songs   | 1              |
| Irlanda                                        | 4              |
| Suécia                                         | 4              |
| Reino Unido - UK Singles Chart                 | 3              |
| Nova Zelândia                                  | 1              |
| Mundo                                          | 2              |
| Brasil                                         | 1              |
| Alemanha - German Singles Charts               | 5              |
| Grécia - Greek Digital Singles Chart           | 7              |
| Hungria - Hungarian Singles Chart              | 4              |
| Israel - Israeli Singles Chart                 | 2              |
| Itália - Italian Singles Chart                 | 9              |
| México - Mexican Top 100 Singles Chart         | 35             |
| Noruega - Norwegian Singles Top 20             | 5              |
| Espanha - Spanish Singles Charts               | 12             |
| Suécia - Swedish Singles Chart                 | 1              |
| Suíça - Swiss Singles Chart                    | 4              |
| Turquia - Turkey Top 20 Chart                  | 1              |
| União Europeia - Euro 200                      | 1              |

### Listas de melhores canções
| Título                              | Posição |
| ----------------------------------- | ------- |
| Billboard Hot 100 Best of the 2000s | 64      |